# Кам'янецьке Свято-Троїцьке братство
Кам'янецьке Свято-Троїцьке братство — національно-релігійна громадська організація православних руських (українських) шляхтичів Поділля та міщан Кам'янця-Подільського з кінця XVI до початку XVIII ст. Також в місті з 1605 або 1606 року діяло братство при Іоанно-Предтеченській церкві, Кам'янецьке Покровське братство (засновано близько 1672 року).

## Історія
Утворилося навколо церкви Св. Трійці (церква була кафедральною або соборною і при ній жили намісники або офіціали Львівського православного єпископа) десь 1583—1584 роках, проте дату не виявлено. Було затверджене 1589 року константинопольським патріархом Єремією II під час проїзду через Кам'янець-Подільський.
Статут прийнято на основі статуту Львівського Успенського братства. Він передбачав відповідні міри покарання, які були різними: оплата воском на церковні справи, арешт у церковній башті або ж взагалі анафема — відлучення від церкви.
Це братство володіло значною нерухомістю та грошовими сумами, що сприяло активній діяльності, зокрема утримувало церковний клір, підтримувало церкву у гарному стані. Значні пожертви надавала родина Грабовецьких та майстри шевського цеху, які повним складом увійшли до цього церковного братства.
Тривала боротьба з католиками і уніатами тривала з 1596 року, з часів Берестейської унії. Значну підтримку братство отримувало від православного намісника Климентія Троїцького. Активно стало діяти братська друкарня. Саме тут 1601 роком датовано перший в Україні книжковий знак — екслібрис, яким позначав свої книги міський цеховий майстер Стефан Самборський.
У паперах 1603 року згадується судовий розгляд, за результатами якого Свято-Троїцькій церкві був передано будинок, раніше подарований церкві міщанином Яковом Ковалем. У цьому ж документі зустрічається перша згадка про церковне братство, що було при храмі. В матеріалах справи значилося, що будинок був у розпорядженні братства з давніх часів.
1616 року після знищення у пожежі церкви Св. Трійці. Втім, на кошти братства доволі швидко було відбудовано кам'яний трьохконховий храм. У 1650-х роках відзначено активною співпрацею з православним намісником Михайлом Ловецьким. Після захоплення у 1672 році османськими військами міста братство на деякий час припинило існування, оскільки усі церкви були перетворені на мечеті.
У 1699 року турки залишили Кам'янець і їхнє місце зайняли поляки. Вони заборонили православним селитися у Кам'янці, вигнали всіх православних священиків, церкви опечатали, а деякі з них передали уніатам. У 1710-х роках церква Св. Трійці перейшла до уніатів. Уже в 1720-х роках відомо про Свято-Троїцьке уніатське братство.

## Організація навчання
Коштом братства було фундовано початкову і середню школу. Згодом існував інтернат для сиріт. Ректорів і вчителів обирали на зборах братства. Багато сприяла поширенню освіченості серед шляхти та міщан Поділля. За однією з версій початкову освіту в школі братства міг здобути Мелетій Смотрицький.